# Miguel Ángel Ruiz García
Miguel Ángel Ruiz García (Toledo, 5 gennaio 1955) è un ex calciatore spagnolo, di ruolo difensore.

## Carriera
Ruiz García cresce calcisticamente nelle giovanili dell'Atlético Madrid e gioca con i rojiblancos per dieci stagioni, vincendo una Coppa del Re e una Supercoppa di Spagna.
Nel 1987 si trasferisce al Malaga e dopo tre anni conclude la sua carriera nell'Albacete.

## Palmarès

### Competizioni nazionali
- Coppa di Spagna: 1

Atletico Madrid: 1984-1985
- Supercoppa di Spagna: 1

Atletico Madrid: 1985